# Steinar Ege
Steinar Ege (10 de abril de 1972, Kristiansand, Noruega) fue un jugador profesional de balonmano que jugaba como portero. Fue uno de los componentes de la Selección de balonmano de Noruega con la que disputó 262 partidos internacionales, lo que le convierten en el jugador con más partidos internacionales con la selección noruega, con la que debutó un 4 de marzo de 1995 contra la selección de Azerbaiyán.

## Equipos
- Viking Stavanger HK (-1997)
- VfL Gummersbach (1997-1999)
- THW Kiel (1999-2002)
- CBM Gáldar (2002-2003)
- VfL Gummersbach (2003-2006)
- FCK Håndbold (2006-2010)
- AG København (2010-2012)
- THW Kiel (2015)

## Palmarés
- Bundesliga 2000, 2002
- Copa de Alemania 2000
- Copa EHF 2002
- Liga de Dinamarca 2008, 2011, 2012
- Copa de Dinamarca de balonmano 2010